# Creolestes parvum
Creolestes parvum là một loài ruồi trong họ Asilidae. Creolestes parvum được Bigot miêu tả năm 1878.